# (11152) Oomine
(11152) Oomine est un astéroïde de la ceinture principale aréocroiseur.

## Description
(11152) Oomine est un astéroïde aréocroiseur. Il présente une orbite caractérisée par un demi-grand axe de 2,19 UA, une excentricité de 0,24 et une inclinaison de 3,6° par rapport à l'écliptique.